# Clark Fork (Idaho)
Pour les articles homonymes, voir Clark Fork (homonymie).
La ville américaine de Clark Fork est située dans le comté de Bonner, dans l’Idaho.

## Démographie
| 1920 | 1930 | 1940 | 1950 | 1960 | 1970 |
| ---- | ---- | ---- | ---- | ---- | ---- |
| 325  | 432  | 430  | 387  | 452  | 367  |

| 1980 | 1990 | 2000 | 2010 | - | - |
| ---- | ---- | ---- | ---- | - | - |
| 449  | 448  | 530  | 536  | - | - |

Lors du recensement de 2010, sa population s’élevait à 536 habitants.

## Source
- (en) Cet article est partiellement ou en totalité issu de l’article de Wikipédia en anglais intitulé « Clark Fork, Idaho » (voir la liste des auteurs).